# Matthäus Kaiser
Matthäus Kaiser (* 15. August 1924 in Kirchweidach, Landkreis Altötting; † 15. August 2011 in Pfarrkirchen) war ein deutscher Geistlicher und römisch-katholischer Theologe und Kirchenrechtler.

## Leben
Kaiser, jüngstes von zehn Kindern vom Wiesmeierhof in Kirchweidach, besuchte ab 1936 das Knabenseminar in Passau und anschließend das dortige Gymnasium Leopoldinum. 1943 wurde er als Soldat zur Wehrmacht einberufen. Als Leutnant der Reserve kam er im Februar 1945 an die Westfront und wurde schwer verwundet. Im Januar 1946 kehrte er aus französischer Kriegsgefangenschaft zurück, in der er drei Monate lang Seminarist im so genannten Stacheldrahtseminar von Chartres gewesen war. Nach dem Studium der Theologie und Philosophie im Priesterseminar Passau und im Herzoglichen Georgianum in München empfing er im Sankt-Stephans-Dom in Passau am 29. Juni 1951 die Priesterweihe. Er war anschließend Kaplan in Vilshofen. 1955 wurde er an der Ludwig-Maximilians-Universität München zum Doctor theologiae (Dr. theol.) promoviert. 1956 erlangte er das Lizentiat in Kanonischem Recht (Lic. iur. can.).
Ab dem 1. November 1956 lehrte Kaiser Kirchenrecht an der Philosophisch-theologischen Hochschule Passau. Nach seiner Habilitation 1964 wurde er zum außerordentlichen Professor ernannt. 1965 wechselte er als ordentlicher Universitätsprofessor für systematische Theologie und Kirchenrecht an die Ruhr-Universität Bochum und 1968 an die Universität Regensburg. 1989 wurde er emeritiert.
Zusammen mit Karl-Heinz Pollok gilt er als einer der beiden Gründungsväter der Universität Passau. Aufgrund seiner Erfahrungen im Aufbau der Universitäten Bochum und Regensburg wurde Kaiser 1974 von der bayerischen Staatsregierung in den Strukturbeirat zum Aufbau der Universität berufen und war ab 1978 dessen Vorsitzender. Er war Leiter der ersten Berufungskommissionen der Katholisch-Theologischen, Juristischen, Wirtschaftswissenschaftlichen und Philosophischen Fakultät und so verantwortlich für die erste Professorengeneration.
Kaiser war rechtlicher Berater der Bischöfe von Passau und des Generalvikariates. Er war nebenamtlicher Kirchenanwalt und Richter am kirchlichen Gericht der Diözese Passau (1961, 1966, 1970, 1961 bis 1965). Er war Mitglied der AG Kirchenrecht der Ludwig-Maximilians-Universität München.
Kaiser lebte von 1967 bis 2009 in Sinzing bei Regensburg und wirkte dort als nebenamtlicher Seelsorger in der Pfarrei Mariä Himmelfahrt, parallel zu seiner Lehrtätigkeit und zu seiner Mitarbeit in überregionalen theologischen Gremien. Er war ein geschätzter Prediger und engagiertes Gemeindemitglied. In seinen Vorträgen wies er immer wieder auf Missstände der Zeit hin und verteidigte die Werte des christlichen Glaubens.
Nach seinem gesundheitlich bedingten Wegzug aus Sinzing verbrachte er seine letzten Lebensjahre im Seniorenheim in Pfarrkirchen. Er wurde im Priestergrab der Pfarrkirche St. Vitus in Kirchweidach bestattet.

## Auszeichnungen und Ehrungen
- Ernennung zum Prälaten durch Papst Johannes Paul II. (1981)[4]
- Verdienstkreuz am Bande des Verdienstordens der Bundesrepublik Deutschland (1983)[4]
- Ehrensenator der Universität Passau (1984)[4]

## Schriften
- Die Einheit der Kirchengewalt nach dem Zeugnis des Neuen Testaments und der Apostolischen Väter, K. Zink 1956
- Der Gute Glaube im Codex juris canonici, M. Hüber 1965
- Beiträge zur Theologie der Ehe, Butzon & Bercker 1971, ISBN 3-7666-8507-4, zusammen mit Wolfgang Beinert, Franz Böckle
- Die Geltung von Grundrechten im kirchlichen Bereich: DieVerwaltungsgerichtsbarkeit in der evangelischen Kirche, Aschendorf 1972, ISBN 3-402-03257-0, zusammen mit Wolfgang Rüfner, Erich Ruppel
- Geschieden und wieder verheiratet: Beurteilung der Ehen von Geschiedenen, die wieder heiraten, F. Pustet 1983, ISBN 3-7917-0866-X
- Beiträge zum Kirchenrecht, Katholische Akademie Schwerte 1984, zusammen mit Heiner Grote, Richard Puza
- Das Eherecht der Kirche, Domschule 1988
- Warum dürfen wiederverheiratete Geschiedene (nicht) zu den Sakramenten zugelassen werden? , Stimmen der Zeit (1993) 741-751